# Love Stage!!
Love Stage!! (japonês: ラブ ステージ, Hepburn: Rabu Sutēji) é um série de mangás yaoi japonês escrito por Eiki Eiki e ilustrado por Taishi Zaō. A série tem sido publicada na revista Asuka Ciel desde julho de 2010. O mangá é licenciado na América do Norte pela SuBLime. Um spin-off da série intitulado Back Stage!! começou a ser publicado em maio de 2011. Uma adaptação em anime para a televisão de dez episódios foi produzida pela J.C.Staff e foi ao ar entre julho e setembro de 2014.

## Personagens
Izumi Sena (瀬名 泉水, Sena Izumi)
Izumi é o principal protagonista da história. Um estudante universitário com a idade de dezoito anos, ele aspira em ser um autor mangá apesar da falta de talento para isso. Seu pai é um diretor, sua mãe é uma atriz de cinema, e seu irmão mais velho Shogo é o vocalista de uma banda popular. Dez anos atrás, ele estragou a captura de um buquê na cena de um comercial, enquanto vestido como uma menina, e desde então ele se recusa a estar envolvido na indústria do entretenimento devido ao seu “acidente” causado pelo medo do palco. Ao longo da série, ele começa a desenvolver sentimentos fortes sobre Ryoma e se apaixona por ele. Ele é um grande fã do anime de ficção Magical Girl Lala-Lulu. Izumi é muitas vezes confundindo com um a menina devido à sua pequena estrutura e traços delicados.
Ryōma Ichijō (一条 龍馬, Ichijō Ryōma)
Ryoma é um popular jovem ator dois anos mais velho do que Izumi, que se apaixonou por ele desde criança, acreditando que ele fosse uma menina, quando co-estrelaram juntos em um comercial há dez anos. Mesmo depois que ele descobre que Izumi é um homem quando eles se reencontram, ele percebe que os sentimentos de anos não vão desaparecer de uma noite para outra e mantém fortes sentimentos por ele. Ele se apaixonou por Izumi quando ele tinha dez anos e Izumi tinha oito durante o comercial.
Rei Sagara (相楽 玲, Sagara Rei)
Rei é o gerente da família Sena. Ele foi levado por Seiya Sena quando ele tinha dezoito anos e viveu com a família desde então.
Shōgo Sena (瀬名 聖湖, Sena Shōgo)
Shogo é o irmão mais velho de Izumi. Sempre que Rei tem problemas relacionados com Izumi, ele contata seu irmão. Ele sempre adorou seu irmão mais novo e persuade Izumi com mercadorias de Magical Girl Lala-Lulu sempre que a situação pede por isso. Shogo tem se apaixonado por Rei desde que ele tinha dezesseis anos e é a principal razão pela qual ele se juntou à banda Crusherz.